# Gérard Kamanda wa Kamanda
Pour les articles homonymes, voir Kamanda.
Gérard Kamanda wa Kamanda, né le 10 décembre 1940 à Kikwit (Congo belge) et mort le 21 janvier 2016 à Kinshasa, est un homme politique congolais, considéré par beaucoup comme une figure de premier plan de la scène politique congolaise et africaine.

## Biographie
Au terme de ses études secondaires gréco-latines chez les pères jésuites, au collège Saint-Ignace de Kiniati, d'abord, puis au Collège Notre-Dame de Mbanza-Boma, il obtient son baccalauréat jury central à l'Athénée royal de Léopoldville en 1959. Il poursuit ses études à l'université Lovanum d'où il sort avec un diplôme de la faculté de philosophie et lettres et un diplôme de la faculté de droit. Il complète cette formation avec un stage en Public Administration and Public Law auprès du Brookings Institute de Washington, sous l'égide de l'USAID.
Il devient avocat à la cour d'appel de Kinshasa et membre de l'Ordre national des avocats en 1965, puis avocat à la Cour suprême de justice en 1987, et terminera doyen du Conseil de l'Ordre du barreau près la Cour suprême de justice.
En 1990, il est nommé docteur honoris causa de l'Université d'État de Port-au-Prince, à Haïti (1990).

## Carrière politique congolaise
Gérard Kamanda occupe de nombreuses fonctions politiques sous le régime de Mobutu, entre 1983 et 1997 (voir chronologie ci-contre).
Devant les attaques et les menaces des nouveaux maîtres du pays en 1997, Gérard Kamanda s'installe en France avec sa famille, où il obtient le Statut d'exilé politique de 1997 à 2003, jusqu'aux négociations politiques inter-congolaises de Sun City et Pretoria, en Afrique du Sud. II y participe en qualité de chef de délégation de l'opposition extérieure (France), au titre de président du Front commun des nationalistes et de la Coalition de l'alternative démocratique.

## Carrière internationale
Gérard Kamanda est le directeur de cabinet du secrétaire général de l'Organisation de l'unité africaine, Diallo Telli, à Addis-Abeba entre 1967 et 1972, puis le Secrétaire Général Adjoint élu de l'OUA entre 1972 et 1978. Il y est notamment chargé des affaires économiques et sociales entre 1972 et 1974, des affaires scientifiques et culturelles en 1974, puis des affaires administratives et financières entre 1974 et 1978.
Il sera nommé ambassadeur extraordinaire et plénipotentiaire de la République démocratique du Congo auprès de l'Office européen, des Nations unies et des institutions spécialisées à Genève entre 1978 et 1979, avant d'être nommé représentant permanent auprès des Nations unies, à New York, entre septembre 1979 et janvier 1983.

## Œuvres
Outre des études et articles sur des thèmes variès, il est l'auteur de plusieurs ouvrages, dont:
- Le défi africain, sous-titré Une puissance économique qui s'ignore (Ed, ABC, Paris, 1976);
- L'enracinement, sous-titré Culture et Progrès (Ed. Marrler d'Unienville, Ile Maurice), sous le patronage de l'Institut Mahatma Gandhi.

## Décorations et récompenses
- Ordre du Mérite civique (Médaille d'argent)
- Commandeur de l'Ordre national du Léopard
- Commandeur de l'Ordre de la Pléiade, Ordre de la Francophonie/ AIPLF. 1981
- Chevalier de la Légion d'honneur – France – 1990 (par F. Mitterrand)